# Calypso (schip, 1943)
Calypso is het schip, een drijvend oceanografisch laboratorium, waarmee Jacques Cousteau (1910–1997) en zijn bemanning talloze reizen maakte tussen 1951 en 1996. 

## Geschiedenis
Dit schip werd gebouwd gedurende de Tweede Wereldoorlog op de scheepswerf van Ballard Marine Railway Yard in Seattle in de staat Washington (USA). Ze was bestemd als mijnenveger BYMS-26 (British Yard Minesweeper) voor de Britse Navy en werd uit veiligheidsoverwegingen in hout (oregon) gebouwd. Ze werd op stapel gezet op 12 augustus 1941 en de tewaterlating gebeurde op 21 maart 1942. Ze werd overgedragen aan de Royal Navy op 22 augustus 1943 onder de naam J-826 onder de bepalingen van het ‘Lend & Lease Program’ van President Roosevelt. Het werd de HMS J-826
Het schip werd daarna gestationeerd in Gibraltar. Ze nam later deel aan de geallieerde Landing op Sicilië in juli 1943. Na de oorlog werd ze uit de vaart genomen en voor anker gelegd in Malta. Ze werd terug overgeheveld naar de US Navy op 1 augustus 1947. 

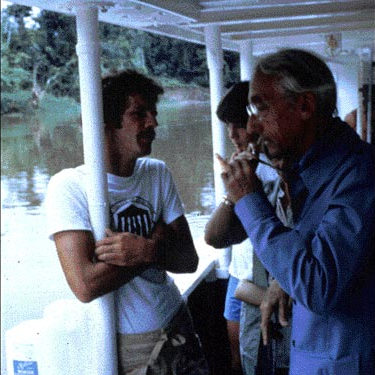
Cousteau op de Calypso

Ze werd ten slotte verkocht aan de Gasan Group in Malta en werd door de nieuwe eigenaar herdoopt tot Calypso. Ze werd dan gedurende korte tijd gebruikt als overzetboot tussen de eilanden Malta en Gozo. De naam "Calypso" werd toepasselijk gekozen naar de nimf Calypso in het boek Odyssee van Homeros. Ze had de held Odysseus met haar charmes zeven jaar gevangen gehouden op het eiland Gozo.
Commandant Cousteau vond op Malta het ideale schip voor onderwaterexploratie: de Calypso. Het schip werd voor hem gekocht door Sir Thomas-Loël Guinness, een Engelsman uit een rijke familie, onder voorwaarde dat Cousteau het schip goed zou onderhouden. Ze werd in de loop der tijden uitgerust met zodiacs (snelle bootjes met buitenboordmotor), met een helikopterplatform, een kleine duikboot, satellietverbindingen en de laatste snufjes in wetenschappelijke uitrusting.

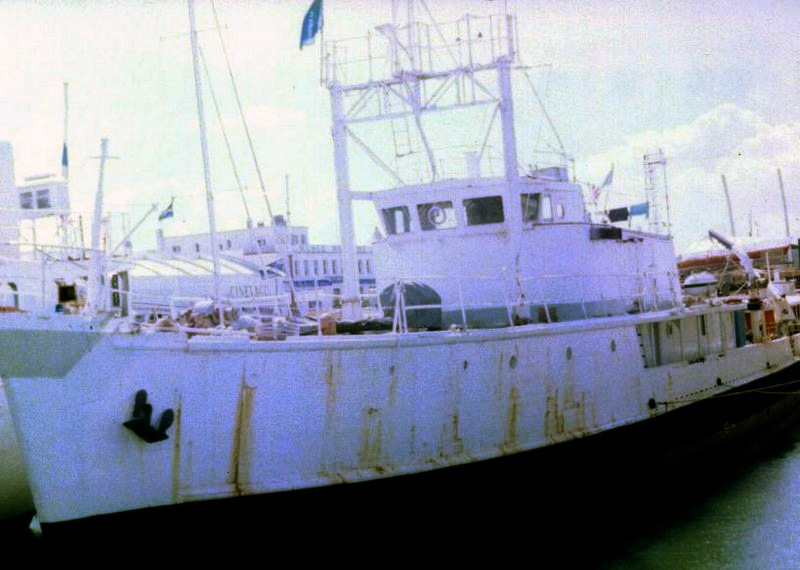
de Calypso in La Rochelle, april 1999

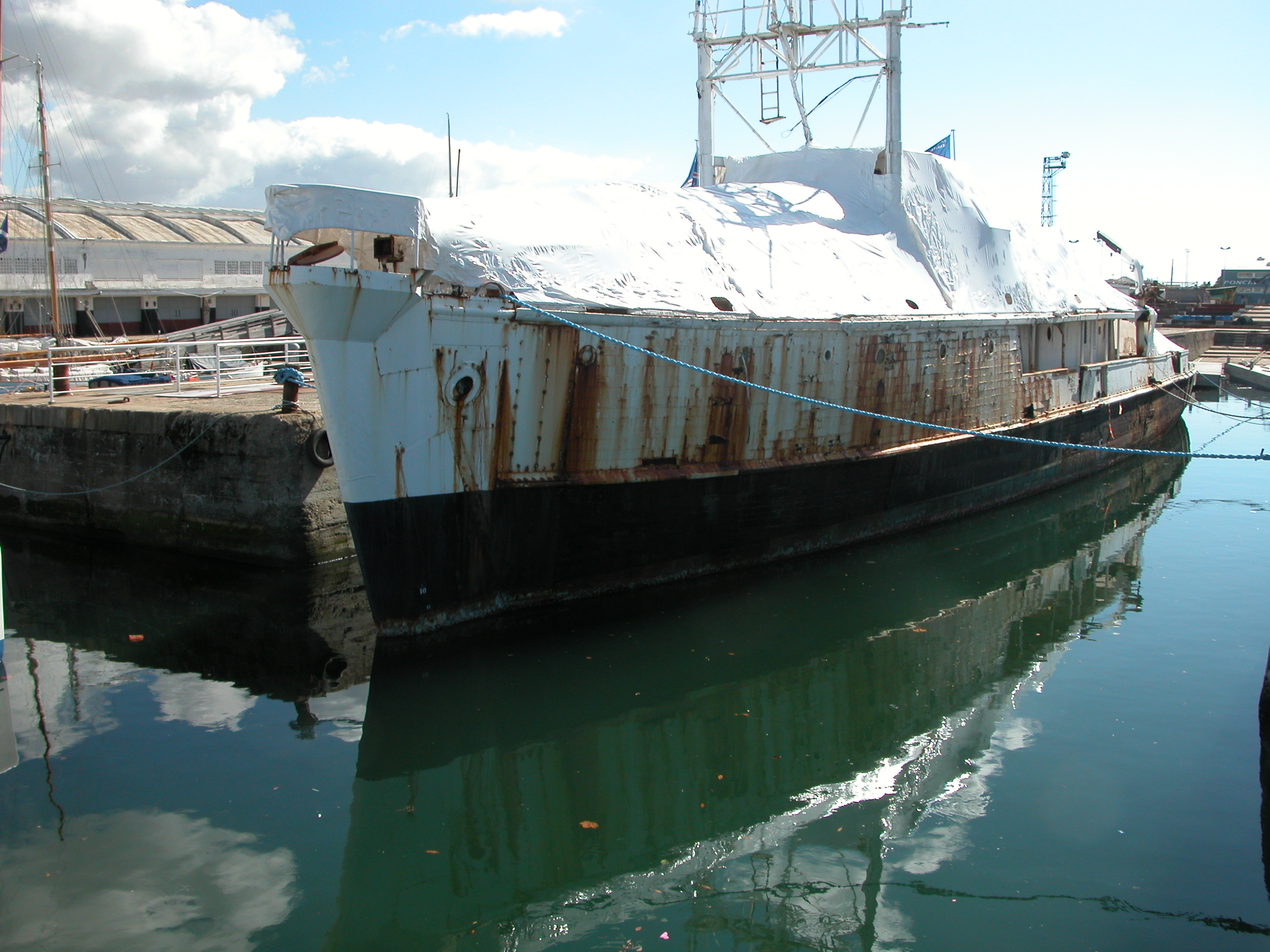
de Calypso in La Rochelle, september 2006

En zo begon dit schip aan een lange loopbaan van ongeveer veertig jaar als het eerste schip dat speciaal uitgerust was voor onderzoek van de mariene biologie en voor onderwateropnames.
De uitrusting en het onderhoud van dit schip kostte hopen geld. Daarom was Cousteau steeds op zoek naar financiële steun, ofwel van regeringen, ofwel van oliemaatschappijen. Hij besefte vlug dat de beste manier was om financieel gezond te blijven, de naam Calypso te gebruiken als media-attractie en het schip te verheffen tot een sterrenrol in de vele films en televisiedocumentaires over zijn geliefde wereld onder de golven.
Na een laatste expeditie in Vietnam en Cambodja in september 1994 werd het schip opnieuw uitgerust voor een expeditie naar de Gele Rivier in China. Dit gebeurde op de Kwong Soon Engineering scheepswerf in de haven van Singapore. Zij werd op 8 januari 1996 onopzettelijk geraakt bij het manoeuvreren van een aak. Er ontstond een scheur beneden de waterlijn. Het schip kwam onder water te staan en zakte op haar zijde onder een hoek van 70°. Enkele weken later werd het schip weer vlottend gemaakt en overgebracht naar Marseille. Het schip verbleef daar een tijdje en werd op 7 juni 1998 overgebracht naar een dok van het Maritieme Museum in de haven van La Rochelle. Het was de wens van commandant Cousteau en de eigenaar van het schip Loël Guinness om van de Calypso een integraal onderdeel te maken van dit museum als getuigenis voor de komende generaties van de ecologische boodschap van Cousteau.
Cousteau had dus duidelijk de bedoeling het schip te redden en in bruikbare staat te herstellen. Na zijn dood ontstond er een twist tussen zijn kinderen en zijn tweede vrouw over de eigendomsrechten. Daardoor lag het schip jarenlang te verkommeren. Nauwelijks nog een schim van zichzelf in deze bedenkelijke toestand, kon het schip niet bezocht worden door het publiek. Nochtans gebeurden er inspanningen om aan de nodige financiële middelen te geraken, zodat de Calypso kon hersteld worden tot haar vroegere glorie.

## Kenmerken
De mijnenveger woog oorspronkelijk 320 BRT. Haar totale lengte bedroeg aanvankelijk 42 m (139 ft), de maximale breedte 7.6 m (25 ft) en de diepgang 3.0 m (10 ft). Twee dieselmotoren van 430 kW zorgden voor de aandrijving en een kruissnelheid van 10 knopen (19 km/u). Cousteau liet een 'onderwaterobservatorium' installeren waardoor het onderwaterschip met een halve meter werd verlengd.

## Restauratie

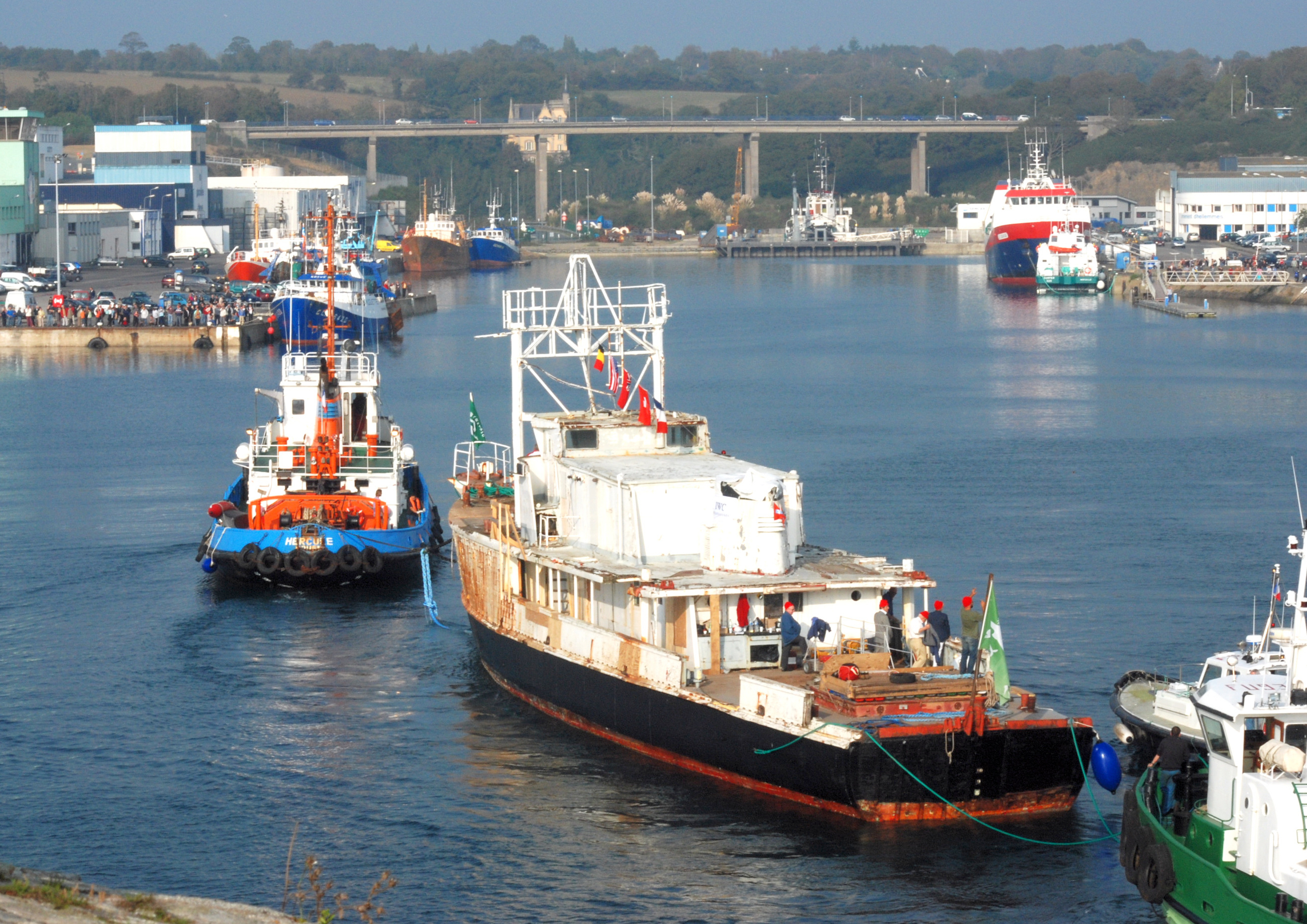
de Calypso op weg naar Concarneau

Uiteindelijk, na een lange gerechtelijke strijd tussen Francine Cousteau, tweede echtgenote en weduwe van Jacques-Yves Cousteau, en de kinderen en kleinkinderen van Cousteau uit het eerste huwelijk, heeft een rechtbank in Parijs "l'Equipe Cousteau" van Francine Cousteau erkend als rechtmatige eigenaar van de Calypso. Op 23 december 2005 heeft de handelsrechtbank van La Rochelle de toestemming gegeven aan Francine Cousteau om de herstelling van de Calypso aan te vatten.

  
Op 11 oktober 2007 werd de Calypso na 9 jaar eindelijk versleept naar de Piriou scheepswerf in de haven van Concarneau (Fr.). De bedoeling was dat ze daar grondig zou worden gerestaureerd. De houten scheepshuid werd reeds van de spanten gehaald en zou spoedig worden vervangen. Zo ver is het nooit gekomen. De Cousteau Society van zoon Jean-Michel is de opdrachtgever, komt zijn betalingsverplichtingen niet na en is door het Hof van Beroep in Rennes veroordeeld tot het verwijderen van het schip. Het moest uiterlijk 12 maart 2015 zijn afgevoerd. Het hof heeft een dwangsom van € 2580 per maand opgelegd, met terugwerkende kracht tot 2 september 2013. Francine Cousteau moet € 273.000 betalen vanwege eerdere dwangsommen.
Een jaar later, op 15 maart 2016, vertrok een Veendamse schipper vanuit Concarneau met aan boord van zijn vrachtvaarder de gedemonteerde Calypso. De bestemming is Turkije, waar het schip zal worden gerestaureerd.
Zoals de namen van Thor Heyerdahl en de Kon-Tiki, James Cook en de Endeavour, Charles Darwin en de Beagle, zijn de namen van Cousteau en de Calypso onverbrekelijk met elkaar verbonden geraakt in het collectief geheugen door de vele documentaires die hij maakte over zijn geliefde "Stille Wereld".
De wijlen Amerikaanse zanger-muzikant John Denver schreef begin 1975 het nummer 'Calypso" als eerbetoon aan Jacques Cousteau en zijn onderzoeksschip. Het nummer werd in juli 1975 op single uitgebracht en werd in Nederland een hit in de destijds twee landelijke hitlijsten op de nationale publieke popzender Hilversum 3 (de Nederlandse Top 40 en de Nationale Hitparade).
Ook in België werd de plaat een hit in zowel de voorloper van de Vlaamse Ultratop 50 als de Vlaamse Radio 2 Top 30 en de Waalse hitlijst.